# Wilhelm Bleyle

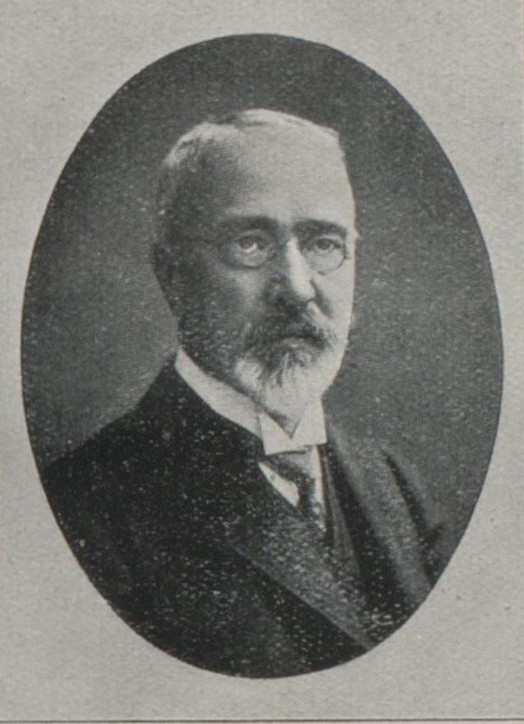
Wilhelm Bleyle

Wilhelm Bleyle (* 7. April 1850 in Feldkirch, Vorarlberg; † 16. Februar 1915 in Stuttgart-Degerloch) war ein deutscher Textilfabrikant. 

## Leben
Bleyle, Sohn eines Uhrmachers, besuchte die Oberschule in Innsbruck und ging anschließend in Ulm in eine Kaufmannslehre. Seine erste Stellung trat Bleyle als Buchhalter bei der Gold- und Silberwaren-Fabrik Märcklin & Co. in Stuttgart an, wo er bis zum Prokurist aufstieg. Nach dem Tod des Vaters zog Bleyle zurück zu seiner verwitweten Mutter nach Feldkirch, wo er ein Gemischtwarengeschäft betrieb. 1877 heiratete er Wilhelmine Veigel, die Tochter eines Untertürkheimer Kronenwirts. 1885 erwarb er eine Handstrickmaschine, mit der er Kleidung für seine sechs Kinder anfertigte.
Nach dem Tod seiner Mutter ging Bleyle mit seiner Familie 1889 wieder nach Stuttgart, wo er eine Strickwaren-Fabrik gründete. Schnell wuchs die Firma um weitere Filialen, 1911 baute Bleyle ein Fabrikgebäude in Stuttgart, in dem er 1400 Mitarbeiter beschäftigte. Die Firma Bleyle stieg zu einer der führenden Marken für Strick- und Wirkwaren auf und war insbesondere für ihre Matrosenanzüge für Jungen bekannt. Die Firma ist bis heute eine bekannte Modemarke. 
1912 zog Wilhelm Bleyle nach Stuttgart-Degerloch, 1910 war seine Ehefrau gestorben. 1913 zog er sich auch aus dem Geschäft zurück, seine Söhne Fritz und Max Bleyle übernahmen zusammen mit ihrem Schwager Arthur Weber die Leitung der Firma. Wilhelm Bleyle liegt auf dem Alten Friedhof in Stuttgart-Degerloch begraben. 